# St.-Georg-Kapelle (Salzgitter)

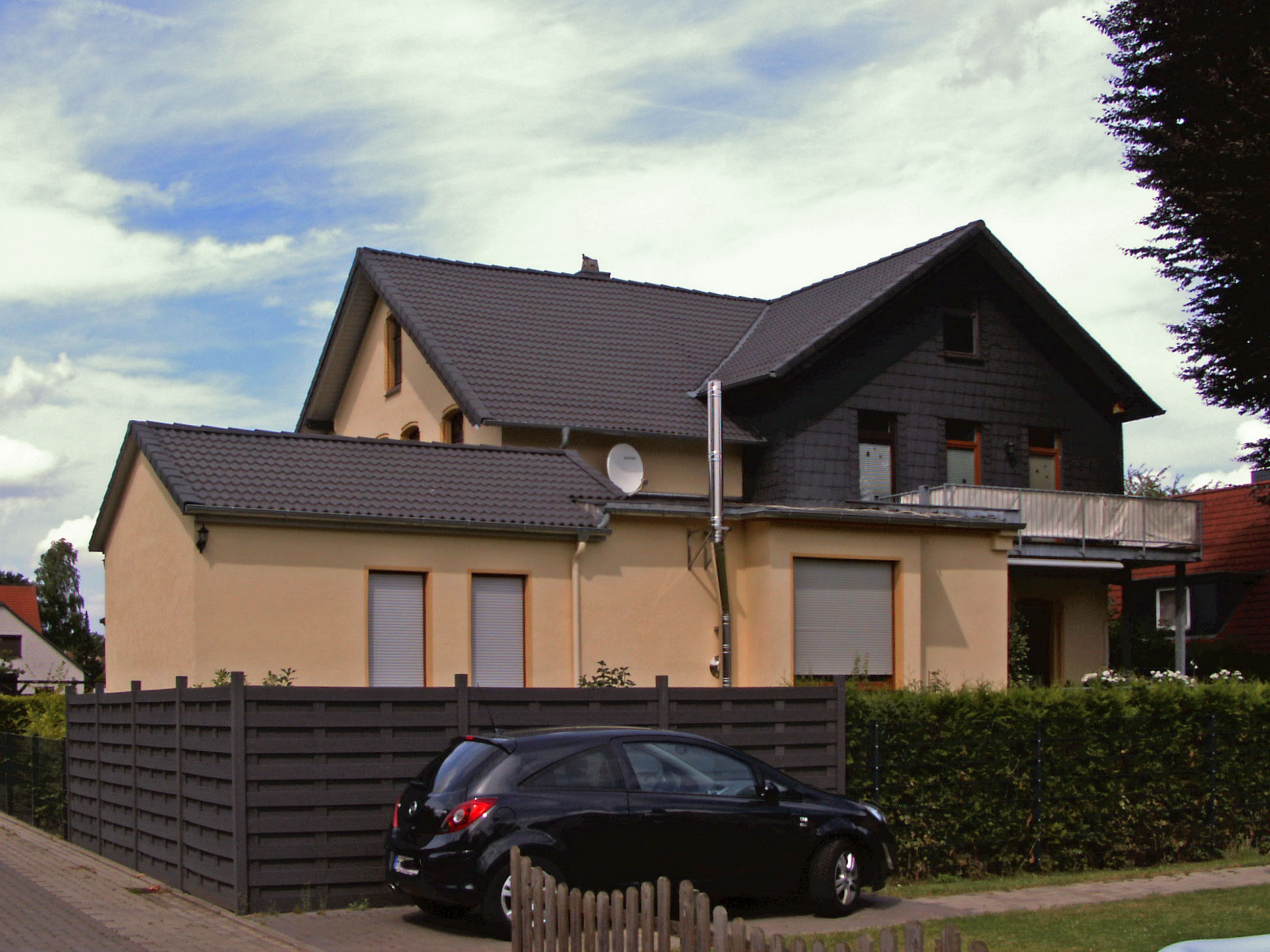
Profanierte Kapelle St. Georg in Thiede (2013)

Die Kapelle St. Georg war eine katholische Kapelle in Thiede, einem Stadtteil von Salzgitter in Niedersachsen. Zuletzt gehörte die Kapelle zur ebenfalls in Thiede ansässigen Pfarrgemeinde St. Bernward, im Dekanat Salzgitter des Bistums Hildesheim. Die Kapelle war nach dem heiligen Georg benannt und befand sich in der Straße Thiederhall 5. Heute ist die etwa zwei Kilometer entfernte St.-Bernward-Kirche das nächstgelegene katholische Gotteshaus.

## Geschichte
1926 kaufte das Bistum Hildesheim das ehemalige Inspektorenhaus des 1924 geschlossenen Kaliwerks Thiederhall und richtete in ihm eine Kapelle ein. Zu dieser Zeit gehörte Thiede zur Pfarrei St. Petrus in Wolfenbüttel und hatte etwa 300 katholische Einwohner.
Am 27. März 1927 erfolgte die Benedizierung dieser Kapelle durch den Pfarrer von St. Petrus, Andreas Engelke. 1932 erfolgte ein Choranbau auf der Westseite. Am 1. Juli 1938 wurde die Kuratie Thiede errichtet. 1946 erhielt das in rund 92 Meter Höhe über dem Meeresspiegel gelegene Gebäude den Namen Joseph-Müller-Haus, benannt nach dem von 1926 bis 1932 für Thiede tätigen Kaplan der Pfarrei St. Petrus, Joseph Müller. Im selben Jahr zogen auch aus Schlesien  vertriebene Redemptoristen in das Haus ein. Ab dem 1. September 1959 gehörte die Kuratie Thiede zu der seit 1954 bestehenden Kirchengemeinde St. Bernward. 1959 wurde im Joseph-Müller-Haus eine bis 1979 von Franziskanerinnen betreute Krankenpflegestation eingerichtet, da die Redemptoristen inzwischen in ein neuerbautes Kloster umgezogen waren. 1962 erhielt die Kapelle ein kleines Geläut, 1963 folgte ein neuer Kreuzweg. 1974 und 1989 wurde jeweils eine neue elektronische Orgel aufgestellt.
Am 9. Oktober 2004 wurde die Kapelle profaniert, danach verkauft und zu einer Wohnung umgebaut.